# Passo do Sobrado
Passo do Sobrado är en kommun i Brasilien.   Den ligger i delstaten Rio Grande do Sul, i den södra delen av landet, 1 600 km söder om huvudstaden Brasília. Antalet invånare är 6 011.
Omgivningarna runt Passo do Sobrado är huvudsakligen savann. Runt Passo do Sobrado är det glesbefolkat, med 10 invånare per kvadratkilometer.